# Ferrocarril de Panamá

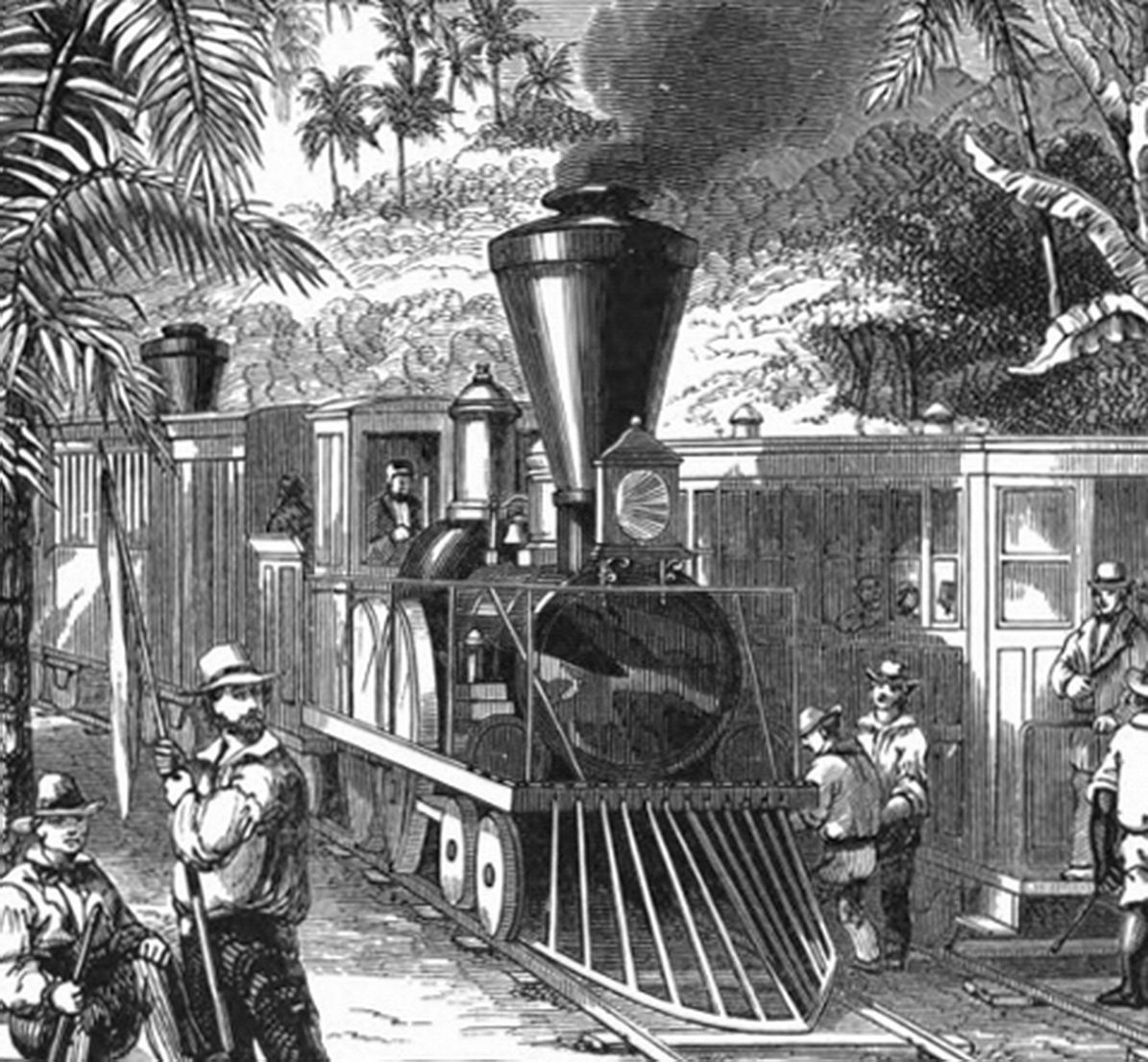
Imagen del Ferrocarril de Panamá en 1855.

El Ferrocarril de Panamá es la línea ferroviaria que une el océano Atlántico con el océano Pacífico a través de Panamá en América Central. Desde el año 1998 el ferrocarril fue concesionado por el gobierno de Panamá a la Kansas City Southern Railway y Panamá Holdings, LLC. 
La ruta se extiende 77 km a través del istmo de Panamá, desde Colón a Balboa (por medio de Gatún, Bujio, Barbacoas, Matachin, y Summit). Al abrir sus puertas en 1855 se le denominó «ferrocarril interoceánico», que más tarde fue descrito como el primer ferrocarril transcontinental en el mundo.
La infraestructura de este ferrocarril aún en funcionamiento fue de vital importancia para la construcción del Canal de Panamá a través de una ruta paralela medio siglo después. El principal incentivo para la construcción de la línea de ferrocarril fue el gran aumento de tráfico de California debido a la Fiebre del Oro de 1849. La construcción del Ferrocarril de Panamá se inició en 1850 y el primer tren de pasajeros recorrió más de la longitud total el 28 de enero de 1855.

## Historia

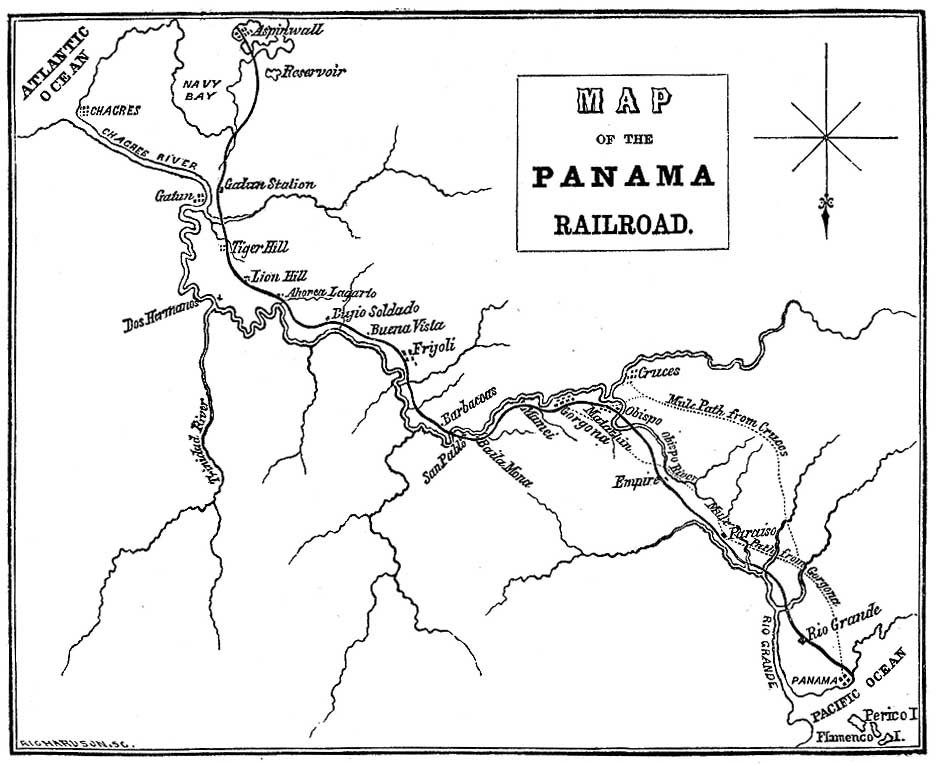
Mapa del Ferrocarril de Panamá, 1861 (La colección de Cooper)

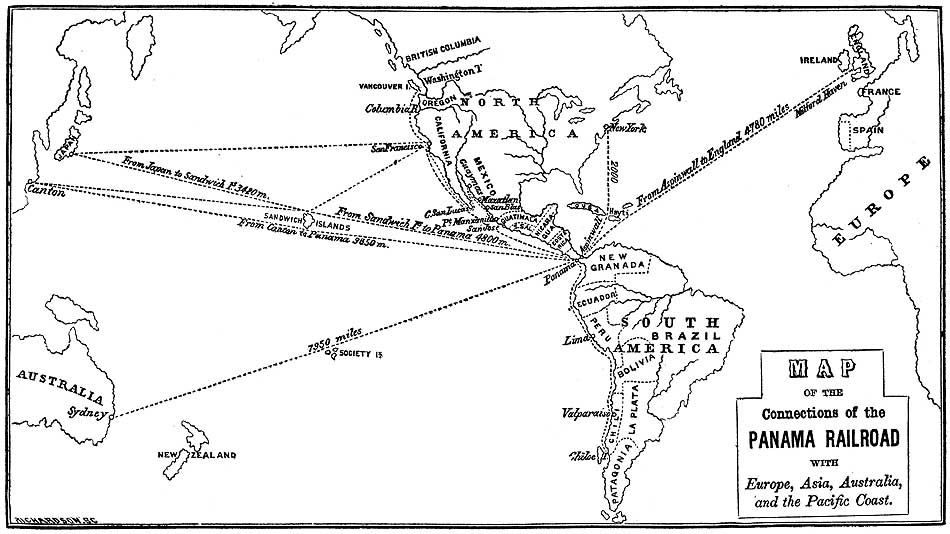
Conexiones Internacionales hacia el ferrocarril de Panamá, 1861 (La colección de Cooper)

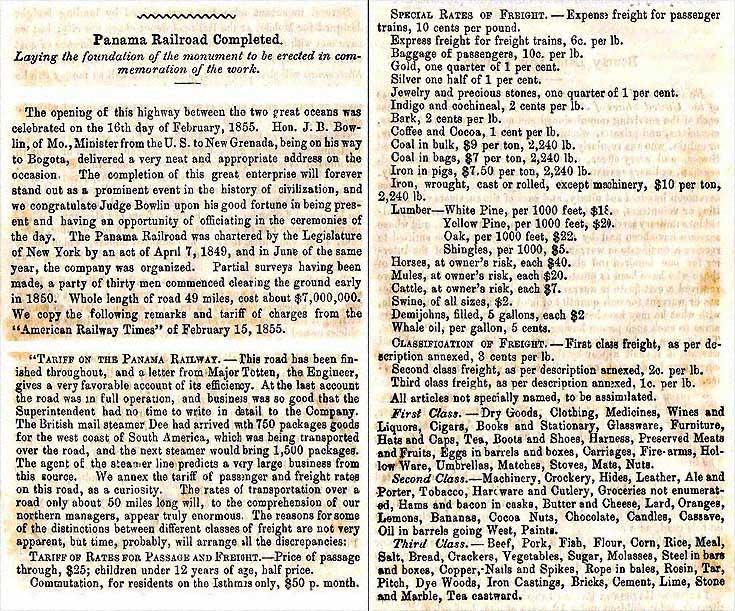
Se inaugura el ferrocarril; fletes y tarifas, 1855 (La colección de Cooper) [[:Image:Panama RR Opens 1855.jpg#Transcription|^{[transcription available]}]]

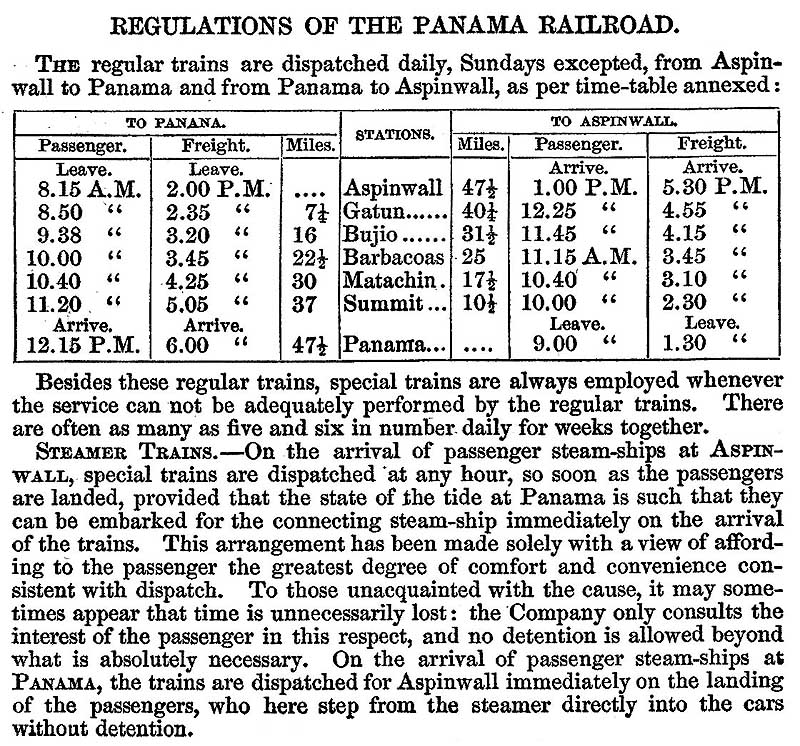
Ferrocarril de Panamá, regulaciones y horarios, 1861 (La colección de Cooper) [[:Image:Panama RR Schedule.jpg#Transcription|^{[transcription available]}]]

Si bien el Camino Real, y el Camino de Cruces, sirvieron de comunicación a través del istmo durante más de tres siglos, en el siglo XIX era cada vez más evidente que una alternativa menos costosa y más rápida era necesaria. Dada la dificultad de construir un canal con la tecnología disponible, un ferrocarril parecía la solución ideal.
El Presidente Simón Bolívar de la  Gran Colombia, encargó un estudio sobre la posibilidad de construir un ferrocarril desde Chagres (sobre el río Chagres) hacia la ciudad de Panamá; este estudio se llevó a cabo entre 1827 y 1829, y dio a conocer que dicha construcción era posible. Sin embargo la idea no fue llevada a la práctica.
En 1836, el presidente Andrew Jackson de los Estados Unidos encargó un estudio sobre posibles rutas para la comunicación interoceánica, con el fin de proteger los intereses de los estadounidenses que viajaban entre los dos océanos. Esto trajo como resultado la adquisición de una franquicia para un ferrocarril transístmico, sin embargo, el proyecto fue víctima del pánico económico de 1837, y quedó en nada. 
En 1838 a una compañía francesa se le otorgaron los derechos para la construcción de una carretera, ferrocarril o canal a través de la ruta del istmo. Un primer estudio de ingeniería recomendó un canal desde la bahía de Limón hasta la bahía de Boca del Monte, 19 km al oeste de Panamá, pero el nuevo proyecto fracasó por falta de financiamiento.
Tras la adquisición de la Alta California, en 1848, y el creciente movimiento de los colonos a la costa Oeste debido a la fiebre del oro desatada en la región, Estados Unidos, una vez más, centró su atención en garantizar una conexión segura, fiable y rápida entre los océanos. Por lo tanto, el Congreso autorizó el funcionamiento de dos líneas de buques de correo: una, desde Nueva York a Chagres; y otra, desde Oregón y California hacia Panamá. 
En esta etapa, el tránsito real por el istmo se realizó por la antigua ruta, que estaba deteriorada. Usualmente el tránsito tomaría cuatro o cinco días. William H. Aspinwall (sobrino de Samuel Howland y Gardiner Greene, fundadores de la firma Howland y Aspinwall), el hombre que había retomado el funcionamiento de la empresa «Pacific Mail Steamships», inició un plan para construir un ferrocarril a través del istmo; él y sus socios crearon una empresa, que recaudó un millón de dólares estadounidenses de la venta de acciones, y emprendieron el proyecto. Su empresa fue singularmente oportuna, ya que el descubrimiento de oro en California provocó una avalancha de emigrantes que deseaban cruzar el istmo.
En agosto de 1850, con la primera palada se dio comienzo al proyecto, pero rápidamente, la dificultad del mismo se hizo evidente. El calor era sofocante, y las torrenciales lluvias durante casi la mitad del año requerían que los obreros trabajaran dentro de aguas de hasta un metro de profundidad. La fiebre amarilla y la malaria se cobraron muchas víctimas, y pese a la continua importación de un gran número de trabajadores, hubo veces que el trabajo se estancó por falta de mano de obra.
La suerte volvió a tocar en noviembre de 1851, cuando dos vapores se vieron obligados a refugiarse en la bahía de Limón debido a una tempestad. Ya que para ese entonces el muelle del ferrocarril había sido terminado, y se habían colocado 11 km de riel hasta Gatún, fue posible desembarcar los buques de carga de los emigrantes y transportarlos por ferrocarril —utilizando vehículos de construcción— por lo menos la primera parte de su viaje a través del istmo. Los directores de la compañía ordenaron de inmediato vagones de pasajeros, y el ferrocarril comenzó a funcionar con 64 km de riel aún por colocar. Esto aumentó enormemente el valor de las acciones de la empresa, lo que permitió financiar el resto del proyecto.
En enero de 1855, Culebra, la cúspide de la Divisoria continental de las Américas en la región, fue alcanzada desde el lado atlántico, treinta y siete kilómetros de rieles habían sido colocados desde Colón. Para la medianoche del 27 de enero de 1855 una segunda brigada, trabajando en condiciones menos difíciles, completó 18 km, de riel desde Panamá hasta la cúspide. Al día siguiente la primera locomotora transitó de mar a mar. En el momento de la terminación, la ruta se extendía 75 km. El nivel de la cúspide, que se encuentra a 60 km desde el Atlántico y a 16 km del Pacífico, era de 78,80 metros sobre el nivel del Atlántico y 74 metros por encima del Pacífico, estando 80,4 metros por encima de la marea promedio del Océano Atlántico, y la cima de la cordillera a 87,48 metros por encima del mismo nivel.

## Financiamiento

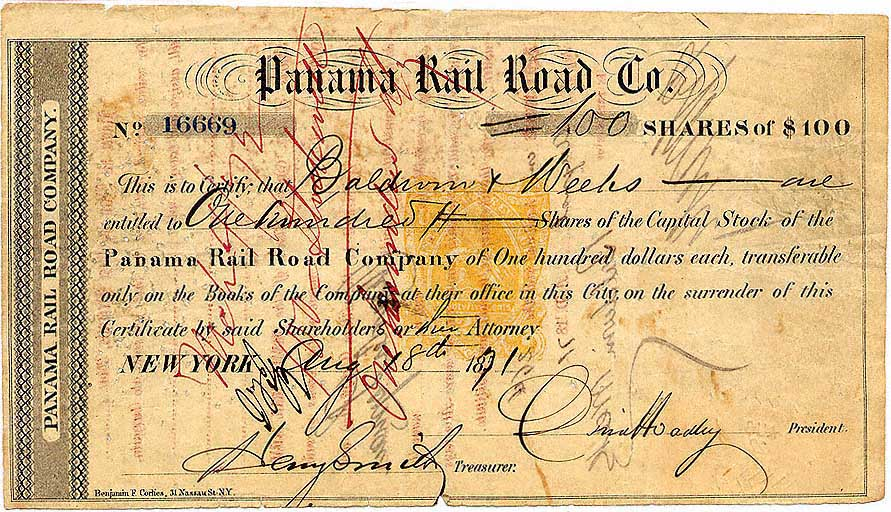
Certificado por 100 acciones de Panama Railroad Company (Cert #16669) fechado en Nueva York, el 18 de agosto de 1871. (The Cooper Collections)

La construcción del ferrocarril costaría unos 8 millones de dólares (ocho veces el estimado inicial en 1850), y presentó retos de ingeniería considerables, desde cruzar montañas y atravesar pantanos. Se necesitaron más de 300 puentes y cajones pluviales para construir toda la ruta.
La obra fue en gran parte construida y financiada por empresas privadas norteamericanas. Entre las personas clave en la construcción del ferrocarril estuvieron William H. Aspinwall, David Hoadley, George Muirson Totten, y John Lloyd Stephens. Originalmente el ferrocarril fue construido y adquirido mediante licitación pública por una empresa con sede en la ciudad de Nueva York, la «Panama Railroad Company», y luego fue incorporado por el Estado de Nueva York el 7 de abril de 1849, y sus acciones al final serían las de más alto valor de esa época. La empresa compró los derechos exclusivos al gobierno de la República de la Nueva Granada, de la cual Panamá era parte, para construir el ferrocarril a través del istmo.

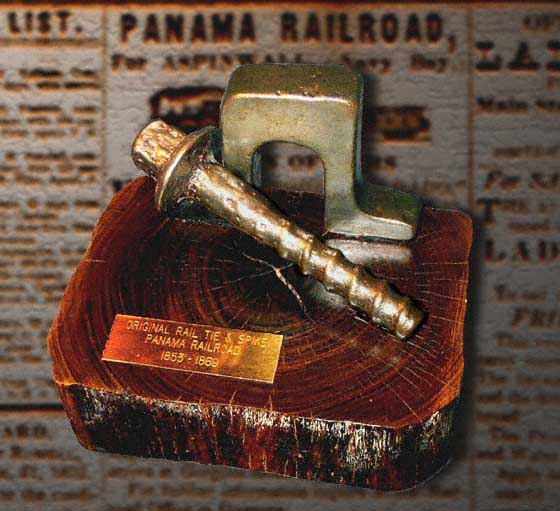
Ejemplo de los primeros rieles tipo U invertida de 24 kg, clavos tipo "tornillo", y traviesas de madera de guayaco utilizados para construir el ferrocarril de 1851 a 1855. (La colección de Cooper)

Mientras aún estaba en construcción, el ferrocarril transportó un tráfico significativo, por las secciones aún sin terminar se transportaba el tráfico con mulas. Inicialmente esto no se había previsto, pero las personas que cruzaban el istmo hacia California estaban ansiosas por utilizar dicha vía como se había establecido. Aun cuando sólo se habían completado 10 km de riel, el ferrocarril estaba haciendo un buen negocio, por cada viaje en tren se cobraba 25 dólares por persona y otros 10 dólares por cruzar a pie el resto de los 60 km como derecho de paso a través del istmo. En el momento en que la línea fue oficialmente concluida el 28 de enero de 1855 el primer tren de pasajeros transitó a todo lo largo de su nivel, más de un tercio de su costo ya había sido pagado por las tarifas de fletes y aranceles.
Los problemas médicos y de ingeniería hicieron del ferrocarril de Panamá el más costoso (por kilómetro) que se haya construido en esa época. Se descubrió que algunos pantanos requerían rellenos de más de 30 m de profundidad antes de poder construir un terraplén sólido.

## Mano de obra y víctimas
Los obreros del ferrocarril provenían de una variedad de territorios incluyendo Estados Unidos, Europa, las Antillas, e incluso algunos esclavos africanos, aunque la Nueva Granada aboliría la esclavitud en 1851. Sin embargo, el ícono de este periodo en la historia Panameña sería la importación de trabajadores culíes: obreros chinos e indios importados como mano de obra barata forzados a sobrellevar condiciones inhumanas. Muchos obreros partían en busca de fortuna, escapando la mala calidad de vida en su tierra natal, pero sin tener idea de las condiciones de clima, sanidad y trabajo en Panamá. No poseían poca o ninguna identificación, la compañía del ferrocarril igualmente no llevaba registros detallados de su origen, condiciones o decesos, por lo que en caso de muerte sus allegados frecuentemente no eran notificados.
Se estima que más de 12 000 personas murieron en la construcción del ferrocarril, primordialmente a causa de las enfermedades como la malaria, el cólera y la fiebre amarilla, el clima y las condiciones de trabajo. La compañía del ferrocarril de Panamá no dio datos oficiales y el total pudo haber sido mayor. Sin embargo, este periodo marcaría el inicio de la formación de las colonias chinas e indostana actualmente parte importante de la sociedad Panameña.

## Comercialización de cadáveres
El agotamiento y las enfermedades propagadas principalmente por mosquitos que crecían rápidamente por las condiciones pantanosas del clima de Panamá se cobraron la vida de un sinnúmero de obreros. Para quienes tenían las conexiones adecuadas la eliminación de estos cadáveres resultó un buen negocio. Las escuelas de Medicina y hospitales docentes demandaban cadáveres para las prácticas de sus estudiantes, y pagaban generosas sumas por cadáveres no identificados conservados en barriles traídos desde el trópico. La compañía del Ferrocarril de Panamá vendía los cadáveres en el extranjero, y los ingresos generados fueron suficientes para sostener su propio hospital. Un periodista informó haber visto al director médico del hospital de la compañía del Ferrocarril de Panamá tratando químicamente esqueletos de obreros, a fin de formar un museo con huesos de todas las razas que trabajaron en la construcción del ferrocarril.

## Culminación de la obra

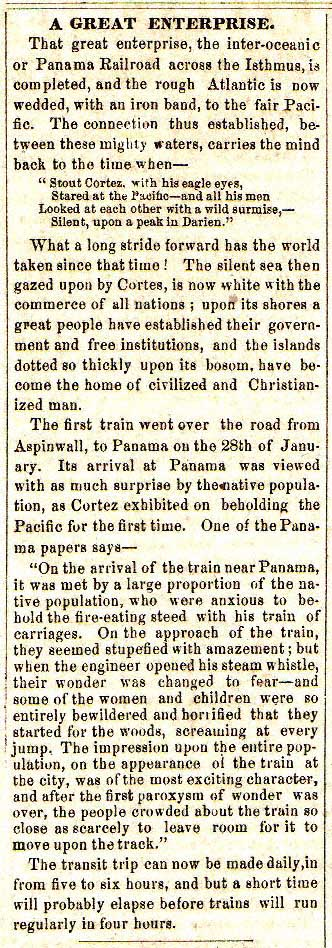
Información sobre la apertura del ferrocarril de Panamá, 28 de enero de 1855, de The Portland (Maine) Transcript [Newspaper], 17 de febrero de 1855. (The Cooper Collections)

Concluidos los 77 km el ferrocarril fue proclamado como la maravilla de ingeniería de esa época. La línea fue construida como doble vía. 
La terminal del Atlántico se encuentra en Colón (antiguo Aspinwall); y la del Pacífico en la ciudad de Panamá. 
Hasta la apertura del Canal de Panamá, el ferrocarril transportó el mayor volumen de carga por unidad de longitud en el mundo. La existencia del ferrocarril fue fundamental en la selección de Panamá como el sitio para la construcción de un canal. En 1881 la compañía francesa Compagnie du Canal Universal Interocéanique adquirió los derechos de control de la compañía del Ferrocarril de Panamá. En 1904 el gobierno de Estados Unidos le compró el ferrocarril a la compañía francesa. Para ese entonces los activos del ferrocarril incluían unas 120 km de riel, 35 locomotoras, 30 vagones de pasajeros, 900 vagones de carga.

## La construcción y apertura del canal de Panamá
El ferrocarril fue de gran ayuda en la construcción del canal, que en paralelo y en estrecha colaboración en algunos lugares se asumió el control de la línea ferroviaria. Partes de la ruta de ferrocarril fueron trasladadas durante la construcción del canal, y se realizaron mejoras considerables al sistema ferroviario. Además del canal, las obras de reconstrucción y mejoras al ferrocarril de Panamá culminaron en 1914.

## Post Canal de Panamá

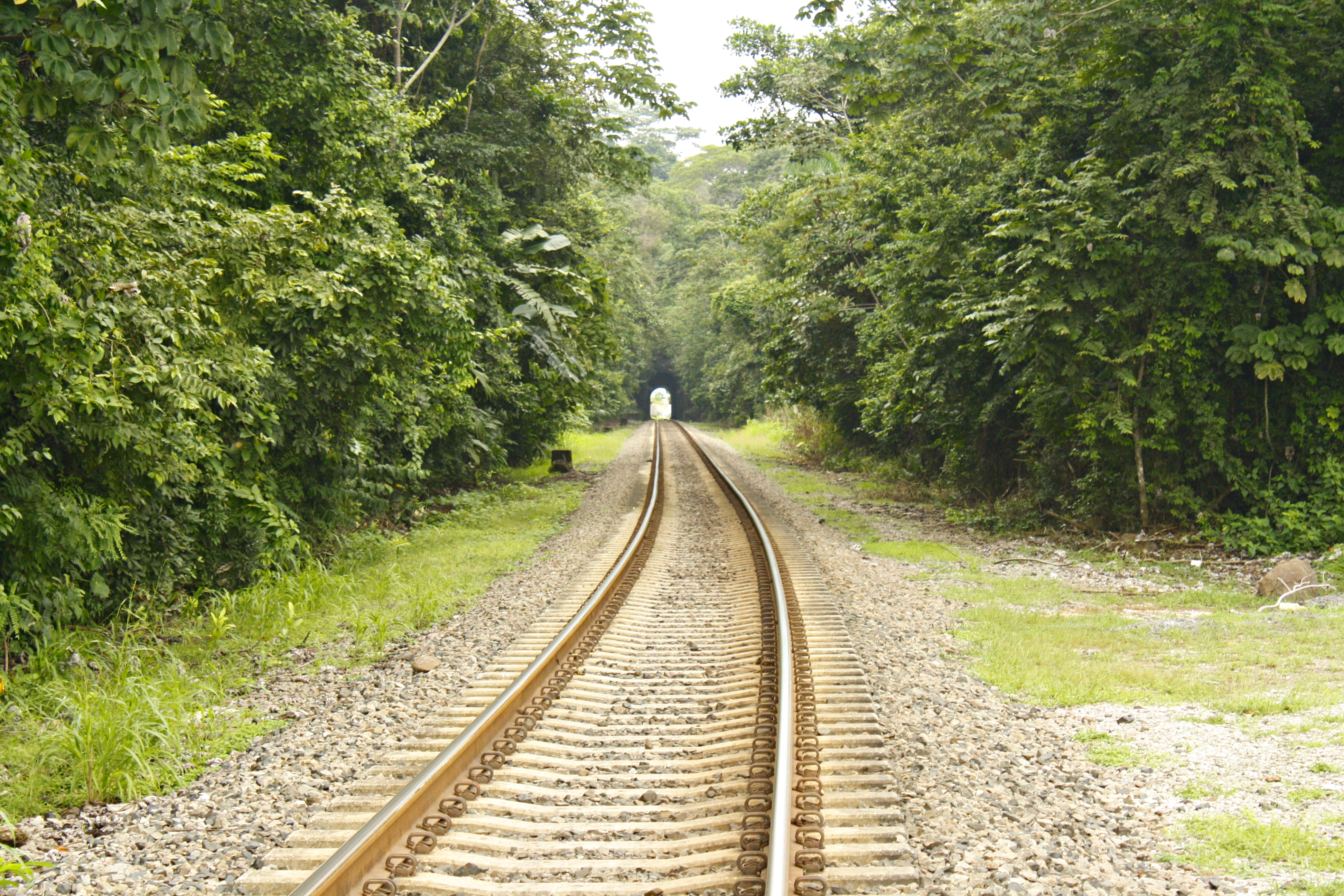
Rieles del Ferrocarril de Panamá.

Después de la Segunda Guerra Mundial se realizaron algunas mejoras adicionales al Ferrocarril de Panamá, debido a la decadencia en que se encontraba después que el gobierno de los EE. UU. entregara el control al gobierno de Panamá en 1979. El 19 de junio de 1998, el gobierno de Panamá lo concesiona a la empresa Panama Canal Railway Company ("PCRC"), una empresa conjunta entre el «Kansas City Southern Railroad» y la empresa de capital privado Lanigan Holdings, LLC. En 2000 y 2001 a través de un mega proyecto se realizaron mejoras al ferrocarril para el manejo de grandes contenedores, a fin de complementar el transporte de carga del Canal de Panamá. La línea es ahora de un solo tramo con algunas secciones de doble vía estratégicamente colocadas. Desde el 2006 la fuerza motriz incluye 10 ex-F40PHs Amtrak y 1 de GP10. El equipo rodante se caracteriza por vagones con cúpulas de cristal que datan de 1938.

## Ancho de la vía

Mapa actual del Ferrocarril de Panamá.

Originalmente el Ferrocarril de Panamá tenía una ancho de vía de 1524 mm, a su reconstrucción en el año 2000, fue cambiado a 1435 mm para que se pudiera utilizar material rodante de ancho de vía más estándar. El original fue elegido por ser habitual en el Sur de Estados Unidos antes de la conversión al estándar, después de la Guerra Civil norteamericana.